# Echo (muziekprijs)

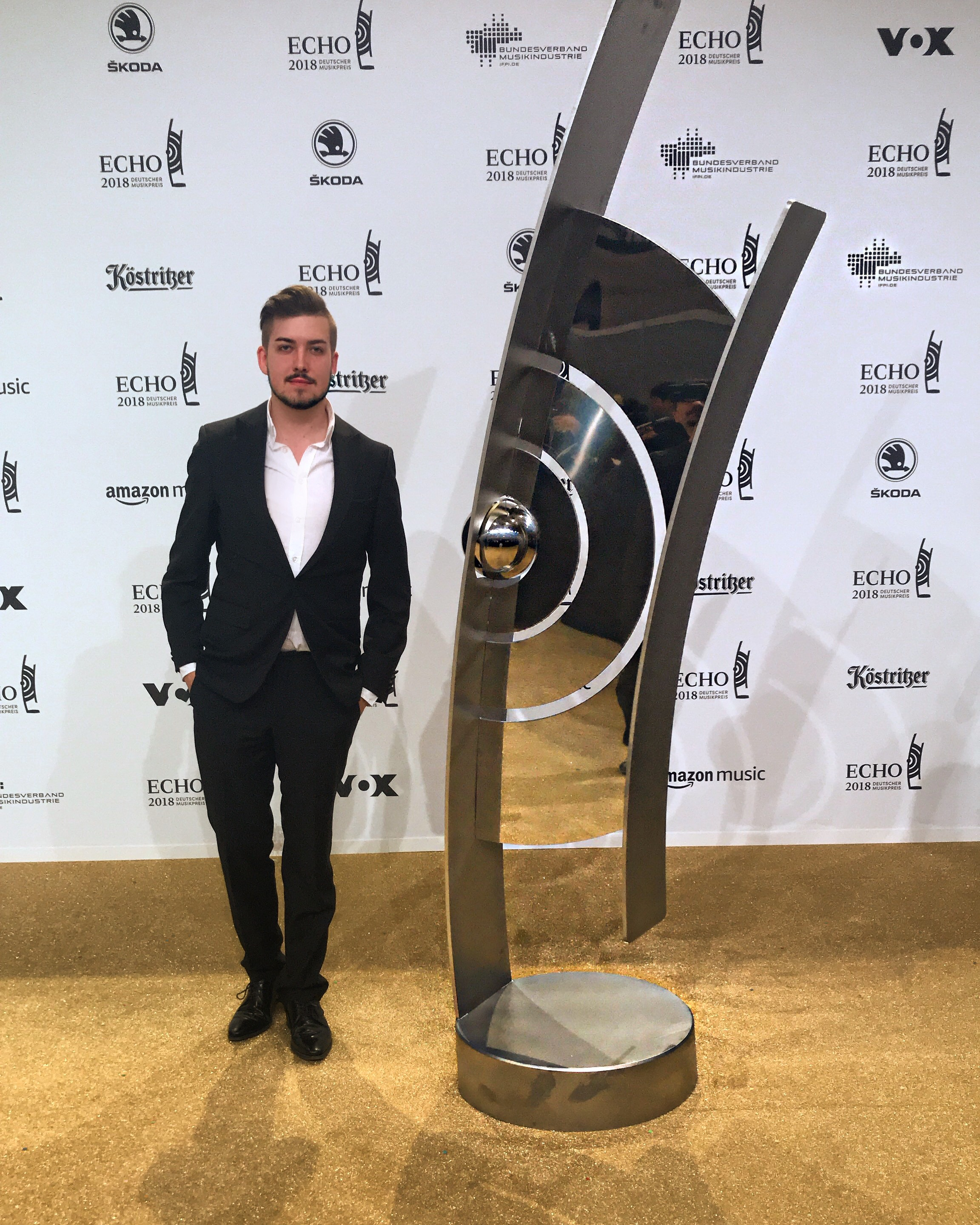
Een levensgroot sculptuur van de Echo-prijs.

De Echo is een Duitse muziekprijs die jaarlijks van 1992 tot 2018 werd uitgereikt door de Duitse Phono-Akademie, het culturele instituut van de Bundesverband Musikindustrie (BVMI). De prijs werd gegeven voor de meest opmerkelijke prestaties van zowel nationale als internationale artiesten, muziekproducenten en partners.

## Beschrijving
De eerste Echo werd op 18 mei 1992 uitgereikt in Keulen aan 450 genodigden in 15 categorieën. Aanvankelijk omvatte de Echo alle muziekstijlen, maar sinds 1994 is dit opgedeeld in de Echo Klassik en Echo Jazz voor respectievelijk artiesten in het genre klassieke muziek en jazz, en de Echo Pop voor alle overige categorieën.
Tijdens de eerste onderscheiding werden er 15 Echo's uitgereikt, bij de laatst gehouden evenementen werden er ruim 100 Echo's uitgereikt.
Om de prijs voor Klassik of Jazz te kunnen ontvangen moet de muziekcategorie voldoen aan een officiële classificatie in de Phononet-database, waarna de inzending wordt beoordeeld door een jury. Voor de Echo Pop wordt dit bepaald door GfK Entertainment betreffende verkoopcijfers en hitlijstnoteringen.
Volgens critici zou het essentiële criterium voor het ontvangen van een Echo voor het album of de hit van het jaar niet een uitmuntende artistieke prestatie zijn, maar slechts gaan om de kale verkoopcijfers. De Echo zou het commerciële succes van een werk belonen, niet de artistieke kwaliteit ervan.

## Trofee
De trofee is een 45 centimeter hoge sculptuur, is gemaakt van brons, messing en staal, en weegt 2,5 kilogram. De hele trofee is vernikkeld en symboliseert een echo afkomstig van een geluidsbron.

## Winnaars
Enkele artiesten met de meest gewonnen Echo-prijzen tussen haakjes zijn:
- Helene Fischer (17)
- Cecilia Bartoli (13)
- Nikolaus Harnoncourt (13)
- Berliner Philharmoniker (13)
- Kastelruther Spatzen (13)
- Simon Rattle (13)
- Herbert Grönemeyer (11)
- Anne-Sophie Mutter (10)
- Anna Netrebko (10)
- Rammstein (10)
- Lang Lang (9)
- Robbie Williams (9)
- Andrea Berg (8)
- Christian Zacharias (8)
- Andrea Bocelli (7)